# Hans Daiber (Orientalist)
Hans Joachim Daiber (* 1. April 1942 in Stuttgart; † 13. August 2024 auf Mallorca) war ein deutscher Arabist.

## Leben
Hans Daiber besuchte das Evangelische Seminar in Blaubeuren bis zum Abitur 1959. Anschließend studierte er an der Universität Saarbrücken, wo er 1967 promoviert wurde. Von 1968 bis 1973 und von 1975 bis 1977 war er wissenschaftlicher Mitarbeiter an der Universität Heidelberg, wo er 1973 auch habilitiert wurde. Von 1973 bis 1975 war er Mitarbeiter am Orient-Institut Beirut. Er lehrte von 1977 bis 1995 als Professor für Arabisch und Islamwissenschaft an der Freien Universität Amsterdam und von 1995 bis zu seiner Emeritierung 2010 am Orientalischen Seminar der Universität Frankfurt am Main (das Seminar wurde 2005 geschlossen, der Lehrbetrieb 2009 eingestellt).
1981 wurde er Mitglied der Königlich Niederländischen Akademie der Wissenschaften.
Daiber war unter anderem Herausgeber des Aristoteles Semitico-Latinus. Er gab auch einen in arabischer Sprache gehaltenen Kommentar zu den Goldenen Versen, wohl einer Zusammenfassung von Iamblichos’ verlorenem Werk, heraus.
Daiber sammelte arabische Handschriften und verkaufte seine Sammlung in zwei Chargen (1986–87 / 1994) an die Universität Tokyo. 2023 vermachte er seine Bibliothek der Universitat Autònoma de Barcelona.

## Veröffentlichungen (Auswahl)
- Die arabische Übersetzung der Placita philosophorum. Dissertation Saarbrücken 1967.
- Das theologisch-philosophische System des Muʿammar ibn Abbād as-Sulamī (gest. 830 n. Chr.). Steiner, Wiesbaden 1975 (Habil.schrift Heidelberg 1973).
- From the Greeks to the Arabs and Beyond. 6 Bände, Brill, Leiden 2021–2022 (gesammelte kleine Schriften).